# Брейбрук, Джоан, 5-я баронесса Кобем
Джоан Брейбрук (англ. Joan Braybroke; умерла 25 ноября 1442) — английская аристократка, 5-я баронесса Кобем в своём праве (suo jure) с 1434 года. Дочь сэра Реджинальда Брейбрука и Джоан де ла Поль, 4-й баронессы Кобем. Примерно в начале 1410 года стала женой сэра Томаса Брука, богатого землевладельца из Сомерсета. После смерти матери унаследовала владения Кобемов в Кенте и права на баронский титул. В браке родила двух сыновей, Эдуарда (умер в 1464), 6-го барона Кобема, и Реджинальда.